# دریاچه‌های قامیس-سامار
دریاچه‌های قامیس-سامار (به قزاقی: Kamys-Samar Lakes) یک مجموعه دریاچه در قزاقستان است که در پست‌بوم کاسپین واقع شده‌است.